# Penisola Beethoven
La penisola Beethoven è una penisola lunga circa 100 km e completamente coperta dai ghiacci, situata sulla costa sud-occidentale dell'isola di Alessandro I, in Antartide. La penisola, disposta in direzione nord-est/sud-ovest, è circondata a sud-est dalla piattaforma glaciale Bach, a sud-ovest dalla baia di Ronne e a nord-ovest dal canale di Wilkins, nella cui parte settentrionale è presente la piattaforma glaciale Wilkins. Dalle coste della penisola Beethoven partono diverse altre penisole più piccole, come le penisole Harris e Derocher, sulla costa occidentale, e il duomo Bennett, sulla costa orientale, separate da profonde insenature, come quelle di Verdi e di Brahms, sulla costa occidentale, e quella di Weber, su quella orientale.

## Storia
La penisola Beethoven è stata fotografata dal cielo durante la spedizione antartica di ricerca svolta nel 1947-48 e comandata da Finn Rønne, ed è stata delineata più dettagliatamente nel 1960 da D. Searle, cartografo del British Antarctic Survey (al tempo ancora chiamato "Falkland Islands Dependencies Survey", FIDS), sulla base di fotografie aeree scattate durante tale spedizione; infine è stata così battezzata dal Comitato britannico per i toponimi antartici in onore del compositore tedesco Ludwig van Beethoven.